# 지멘스 ACS-64
지멘스 ACS-64(영어: Siemens ACS-64)는 지멘스 모빌리티가 미국 북동부 키스톤 코리더(NEC)와 키스톤 코리더(Keystone Corridor)에서 사용하기 위해 설계한 전기 기관차이다. 지멘스가 유럽과 아시아에서 사용하기 위해 만든 기관차를 기반으로 설계되었으나 미국 표준에 따라 변경되었다. ACS-64는 새크라멘토 외곽에 위치한 캘리포니아 플로린의 지멘스 공장에서 제작되었다.
최초의 70대의 기관차는 철도의 노후화된 EMD AEM-7과 신뢰할 수 없는 봄바디어 알스톰 HHP-8 기관차를 대체하기 위해 암트랙을 위해 만들어졌다. 첫 ACS-64는 2014년 2월에 서비스를 시작했으며 2016년 8월까지 배송이 계속되었다.
펜실베이니아주 남동부에 있는 SEPTA 지역 철도는 2018년 8월부터 ACS-64 15대의 기단을 운항하고 있다.

## 디자인

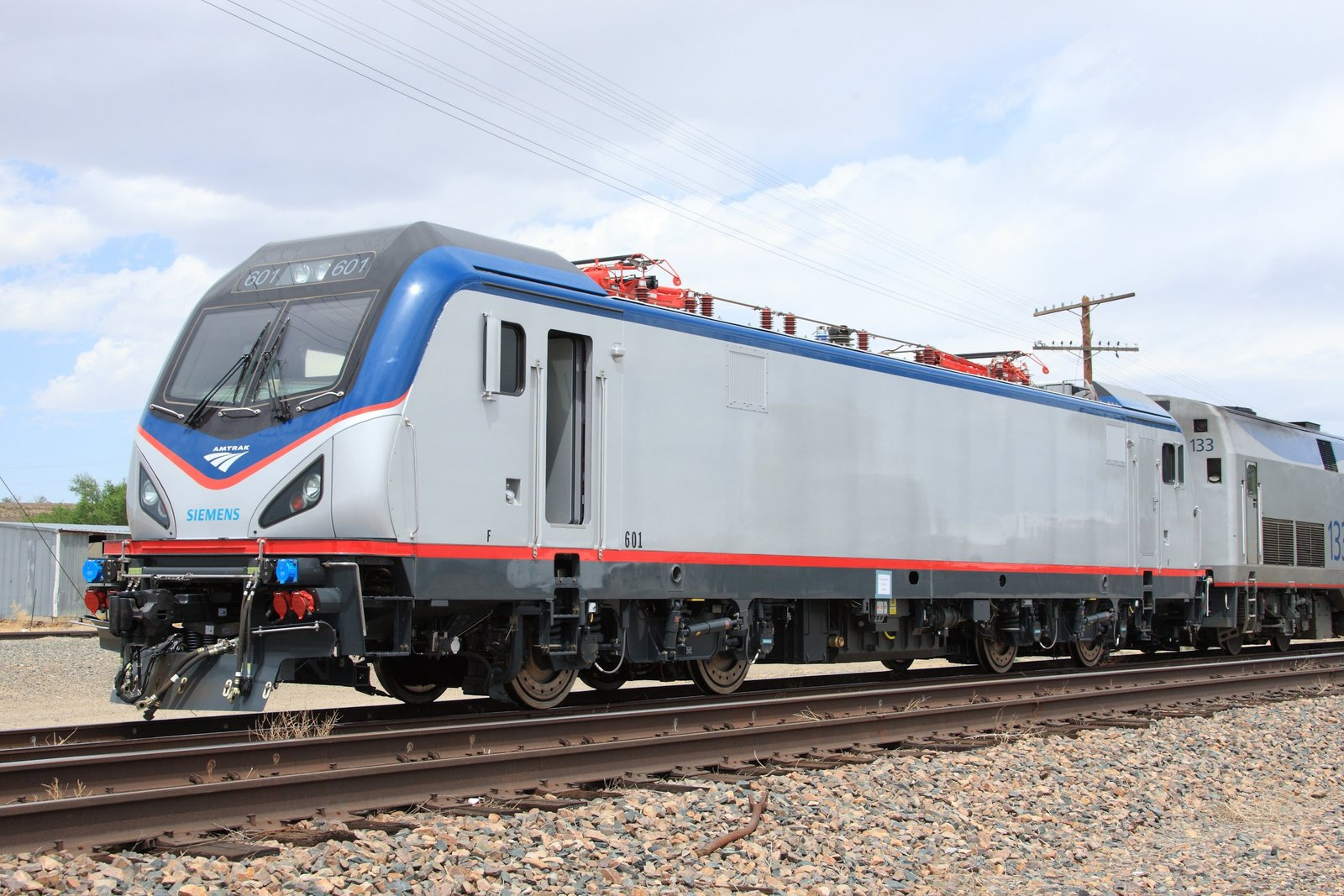
2013년 6월 8일 운송 기술 센터(Transportation Technology Center, Inc.)에서 시험한 Amtrack ACS-64 No. 601호는 나중에 2015년 필라델피아 철도 탈선 사고로 연루되었다.

디자인은 지멘스가 유럽과 아시아에서 판매하는 유로스프린터와 벡트론 플랫폼을 기반으로 한다. 크럼플 존과 등반 방지 기능의 추가와 택시 구조 강화를 포함하여 미국식 충돌성 요건을 준수하기 위해 설계에 상당한 구조적 변화가 이루어졌으며, 그 결과 이전 모델보다 무거운 기관차가 만들어졌다. 차체는 일체형 프레임과 측면부가 있는 모노코크 구조이다.
기관차는 북동부 회랑에 사용되는 25 kV 60 Hz, 12.5 kV 60 Hz 및 12 kV 25 Hz 전원 공급장치에서 작동할 수 있으며 최대 6,400 킬로와트 (8,600 hp)의 출력을 가진다. 이 기관차는 북동부 회랑에서 201km/h(시속 125mph)까지 8분이 조금 넘는 시간 내에 18대의 암플릿 차량을 최대 속도로 가속할 수 있도록 설계되었으며, 8대의 암플릿 열차는 동일한 속도에 도달하는 데 2분 30초가 걸린다. 이들은 열차가 전복되거나 잭나이프 또는 충돌 중에 탈선하는 것을 방지하기 위해 설계된 전문 커플러를 포함한 첨단 안전 시스템을 갖추고 있었다. 또한, 새로운 기관차는 교체한 기관차보다 에너지 효율이 더 높으며, 그리드 수용성에 따라 100% 회생 제동에 유리한 동적 제동 그리드가 부족하다. 브레이크에서 생성된 에너지는 또한 HEP 요구를 충족하는 데 사용될 수 있으며, 그리드에서 전류 요구량을 더욱 줄일 수 있다.
각 기관차에는 2개의 전기 변환기 장치가 있으며, 변환기당 3개의 IGBT 기반 수냉식 출력 인버터가 있다. 인버터 중 두 개는 트랙션 모터에 전원을 공급하며, 세 번째 장치는 헤드엔드 및 보조 전원을 공급한다. HEP/보조 인버터는 이중 중복되고 동일하며(등급 1,000 kW 또는 1,300 hp) 하나의 인버터가 경로를 이탈해도 기관차는 계속 운행할 수 있다. 기관차 보지는 하부 트랙션 링크와 중앙 피벗 핀이 있는 가공된 강철 설계이다. 트랙션 모터는 프레임에 장착되어 있으며, 토크는 중공 샤프트 드라이브를 통해 전달된다. 기관차 제동은 각 휠에 볼에 장착된 디스크 브레이크에 의해 촉진된다.
이 기관차는 "Buy America Act"를 준수하며, 캘리포니아 플로린의 지멘스 공장에서 조립되었으며, 조지아주 노크로스와 알파레타의 지멘스 공장에서 트랙션과 전기 장비가 제조되었다. 트랙션 인버터는 알파레타에서 제조되었고 트랙션 모터와 기어 유닛은 오하이오주 노우드에서 제조되었다.

## 암트랙

### 조달
2010년 10월 암트랙은 미화 4억 6천 6백만 달러를 들여 70대의 기관차를 2013년 2월부터 인도할 것을 명령했다. 2010년 7월 130대의 뷰라이너 II 승용차가 발주된 후 암트랙의 회사 전체 비행대 교체 프로그램의 두 번째 부분이었다. 2011년 6월 30일, 미국 교통부 장관 레이 라후드는 암트랙이 새 기관차를 위한 연방 정부의 철도 재활 및 개선 자금 지원 프로그램으로부터 5억 6천 2백 9십만 달러의 융자를 받았다고 발표했다. 4억 6천 6백만 달러 이상의 추가 자금 지원은 ACS-64를 수용하기 위한 자본 예비 부품과 설비 개선에 적용될 것이다.
암트랙과 지멘스 모빌리티는 2013년 5월 13일에 완성된 최초의 3대의 기관차를 공개했다. 2013년 여름 동안 시험되었다. 콜로라도주 푸에블로 교통 기술 센터에서 600호와 601호 그리고 선관위에서 602호.

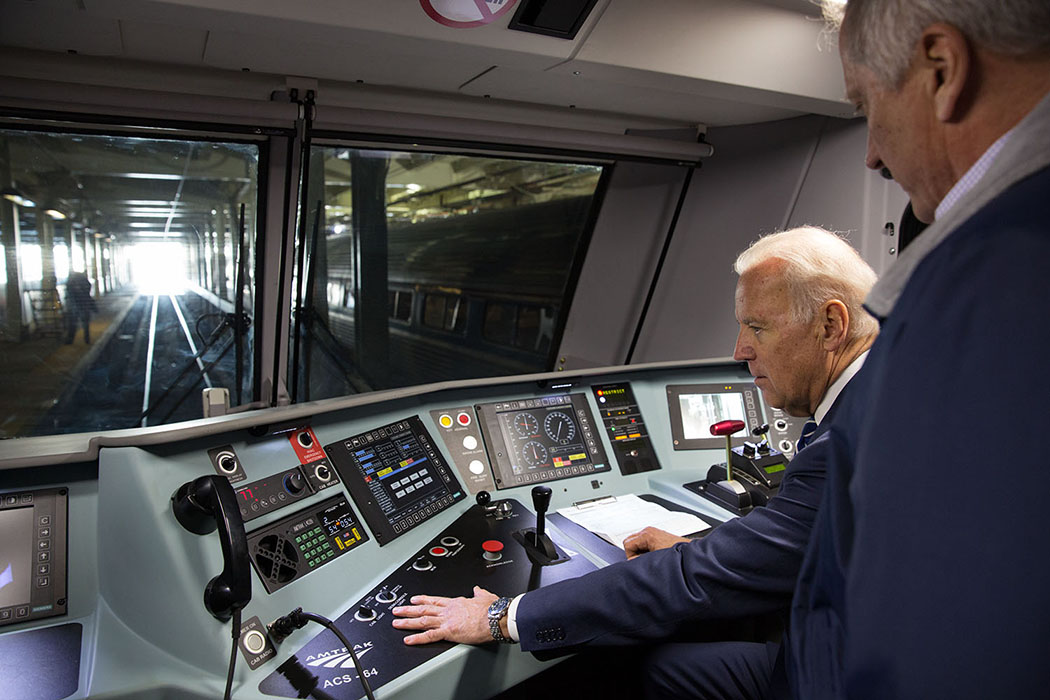
당시 부통령이었던 조 바이든은 2014년 2월 6일 홍보 행사에서 ACS-64 600호의 조종석에 앉아 있다.

2014년 2월 6일 당시 부통령이었던 조 바이든은 ACS-64 600호를 둘러보기 위해 필라델피아 30번가 역을 방문했다. 이어지는 연설에서 그는 인프라 투자의 중요성과 함께 암트랙의 새로운 기관차가 북동부 회랑의 임계 동맥을 운행하는 데 중요한 역할을 할 것이라고 강조했다.
암트랙과 지멘스는 2016년 6월 2일 캘리포니아 플로린에서 마지막 ACS-64, 670호의 완공을 축하했다. 축하행사는 670호가 워싱턴 D.C.로 향하는 암트랙 CEO 조 보드먼의 열차에 의해 견인되는 것으로 마무리되었다. 670호 기관차는 2016년 8월에 취역하여 암트랙 주문을 완료하였다.

### 서비스

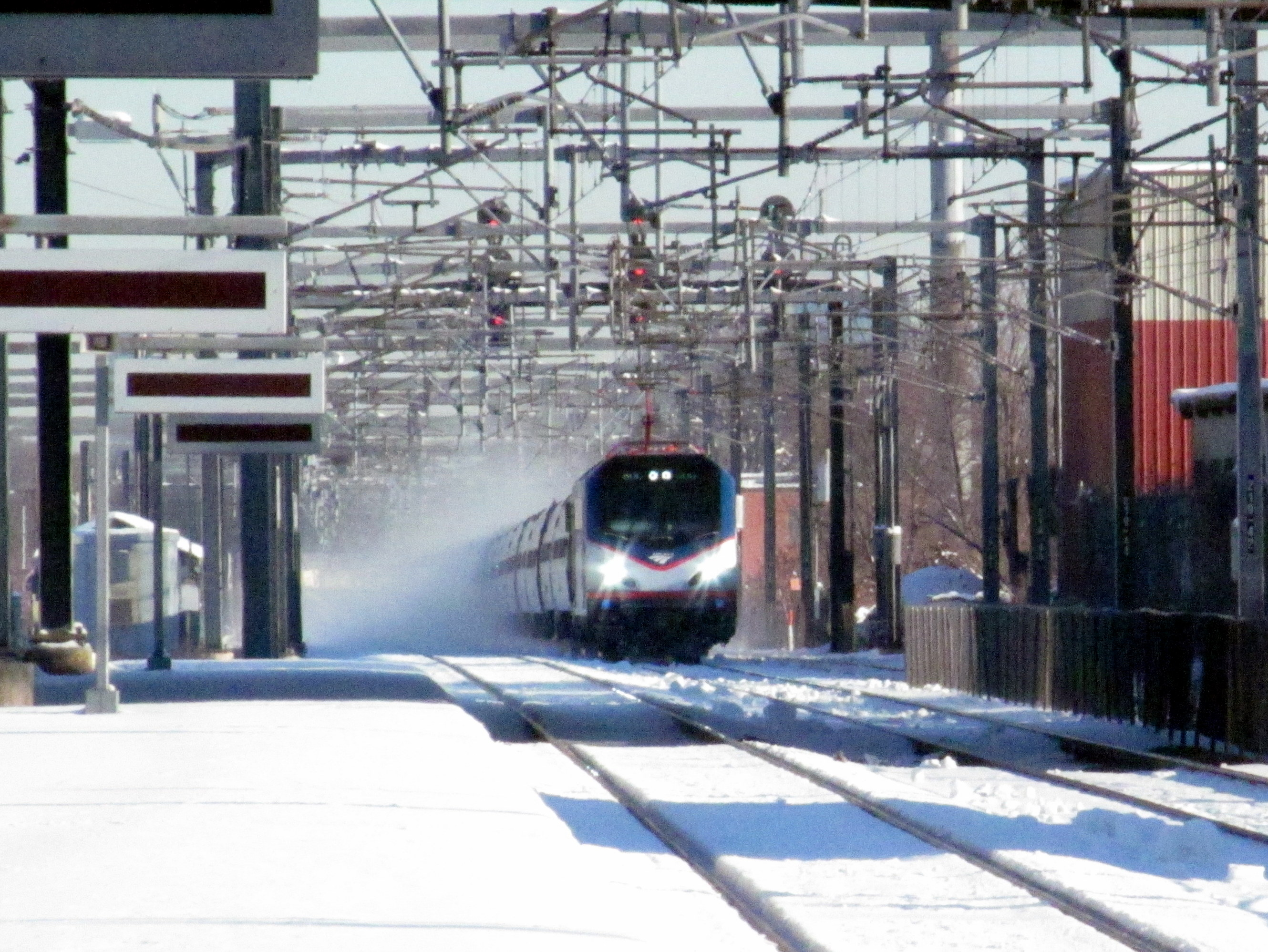
Amtrack ACS-64 2014년 2월 7일 첫 번째 매출 순회를 선도

600호는 2014년 2월 7일 보스턴에서 워싱턴 D.C.로 가는 노스이스트 리저널 171번 열차에서 운행되었다. 추가 6대의 ACS-64는 어느 지점에서나 사용할 수 있는 기관차의 수를 늘리고 향후 더 빈번한 서비스를 추가하기 위해 사용되었다. 최종 단위인 670호는 2016년 6월 2일 지멘스에서 인도되어 같은 해 8월 수입 서비스에 들어갔다.
2014년 11월, 암트랙은 ACS-64 600호를 데이비드 L. 건(David L. Gunn)으로 명명했다.
2015년 5월 12일, 601호는 노스이스트 지역 188번을 끌다가 제한곡선의 과속으로 인해 필라델피아 포트 리치먼드 구역의 프랭크포드 분기점에서 탈선했다.
2016년 4월 3일 PA 체스터에서 팔메토를 끌던 627호는 트랙에서 백호우를 들이받고 탈선하여 트랙 사이드 근로자 2명이 사망했다.

## SEPTA

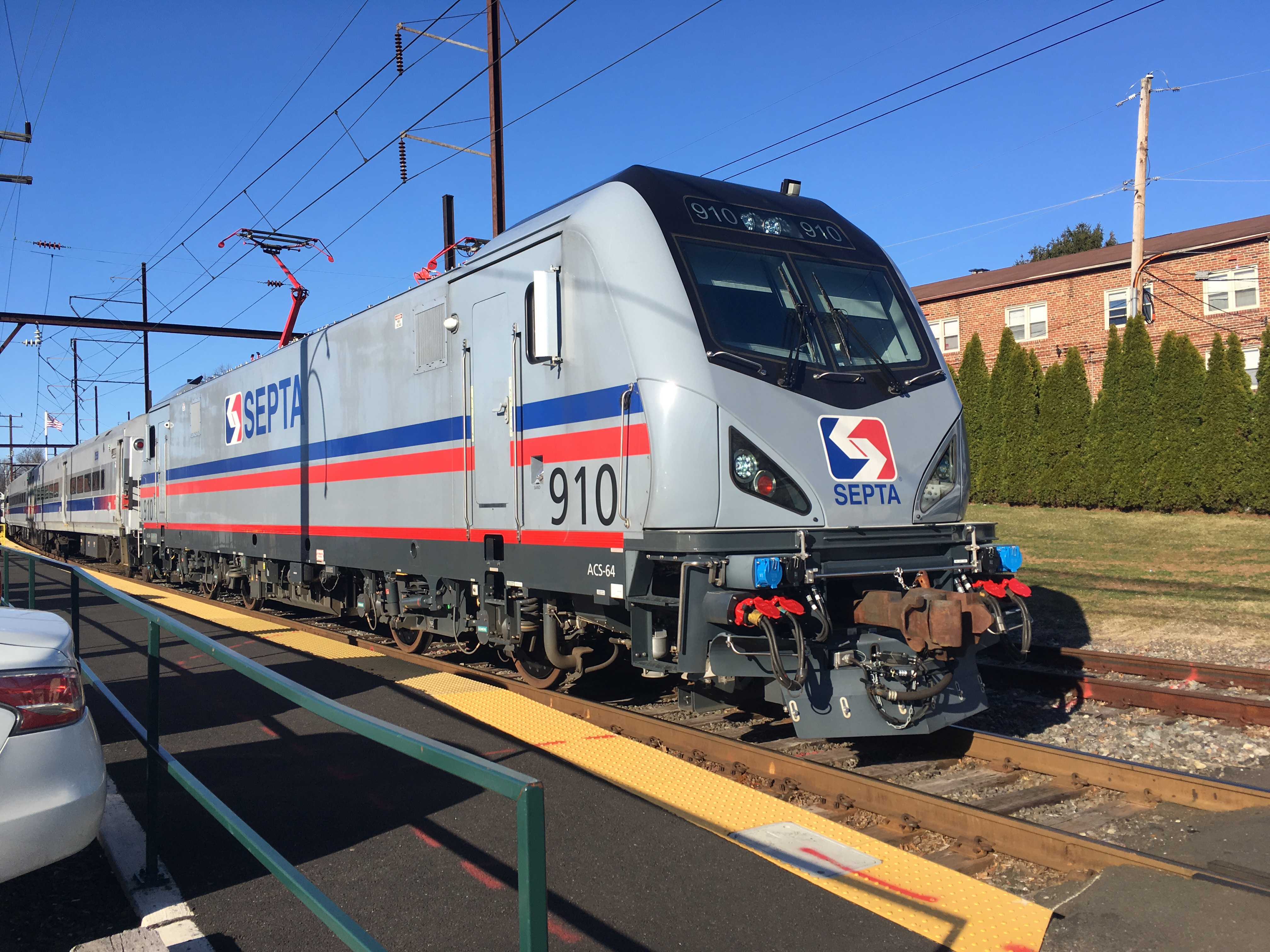
SEPTA ACS-64 910호는 하트보로 역에서 열차를 인도한다.

2015년 5월, SEPTA(필라델피아 대중 교통 기관)는 통근용 ACS-64 기관차 13대의 초기 주문을 승인하여 7대의 EMD AEM-7 기관차와 1대의 ABB ALP-44 기관차를 푸시풀 급행 열차에 교체하고 추가로 5대의 기관차를 추가로 투입할 수 있도록 하였다. 2015년 11월 11일, 지멘스는 처음 13대의 기관차에 대해 1억 1천 8백만 달러의 계약을 체결했다고 발표했다. 추가 기관차 옵션을 포함한 총 계약 금액은 1억5400만 달러이다.
2016년 2월 29일, 암트랙 664호는 SEPTA 지역 철도 지점에서 시험 운행을 시작하여 SEPTA 지역의 기관차 높이를 테스트하고 센터시티 터널을 통과하기 시작했다. SEPTA의 대부분의 라인에서 유닛을 테스트한 후, 2016년 3월 21일 승인 테스트를 완료하기 위해 암트랙으로 반환되었다. 2016년 7월부터 2017년 4월까지, SEPTA는 Silverliner V의 모든 차량이 일시적으로 운행에서 철수된 후, ACS-64 여러 대를 임대하여 5대의 암플릿 자동차와 여러 대의 MARC 트레인 세트를 긴급 투입하였다.
SEPTA의 첫 ACS-64는 2017년 12월 14일에 인도되었으며, 이 때 SEPTA는 15대의 기관차로 주문을 늘렸다. 첫 번째 유닛은 2018년 7월 11일 파올리/손데일 선에서 서비스를 시작했다.

## 현황
현재 운행 중인 차량은 굵은 글씨로 표시했다.

### 암트랙 소속
| 차호  | 도입 시기 | 운행 중단 시기 | 비고                                                                  |
| ----- | --------- | -------------- | --------------------------------------------------------------------- |
| 600호 | 2012년    | 운행 중        |                                                                       |
| 601호 | 2012년    | 2015년         | 2015년 5월 13일, 필라델피아 철도 탈선 사고 여파로 폐차 발령이 됨.     |
| 602호 | 2012년    | 운행 중        |                                                                       |
| 603호 | 2012년    | 운행 중        |                                                                       |
| 604호 | 2012년    | 운행 중        |                                                                       |
| 605호 | 2012년    | 운행 중        |                                                                       |
| 606호 | 2012년    | 운행 중        | 코카콜라 랩핑 열차로 운행 중이다.                                     |
| 607호 | 2012년    | 운행 중        |                                                                       |
| 608호 | 2012년    | 운행 중        |                                                                       |
| 609호 | 2012년    | 운행 중        |                                                                       |
| 610호 | 2012년    | 운행 중        |                                                                       |
| 611호 | 2012년    | 운행 중        |                                                                       |
| 611호 | 2012년    | 운행 중        |                                                                       |
| 612호 | 2012년    | 운행 중        |                                                                       |
| 614호 | 2012년    | 운행 중        |                                                                       |
| 615호 | 2012년    | 운행 중        |                                                                       |
| 616호 | 2012년    | 운행 중        |                                                                       |
| 617호 | 2012년    | 운행 중        |                                                                       |
| 618호 | 2012년    | 운행 중        |                                                                       |
| 619호 | 2012년    | 운행 중        |                                                                       |
| 620호 | 2012년    | 운행 중        |                                                                       |
| 621호 | 2012년    | 운행 중        |                                                                       |
| 622호 | 2012년    | 운행 중        |                                                                       |
| 623호 | 2012년    | 운행 중        |                                                                       |
| 624호 | 2012년    | 운행 중        |                                                                       |
| 625호 | 2012년    | 운행 중        |                                                                       |
| 626호 | 2012년    | 운행 중        |                                                                       |
| 627호 | 2012년    | 2016년         | 2016년 4월 3일, 펜실베이니아 체스터 열차 탈선 사고 여파로 폐차되었다. |
| 628호 | 2012년    | 운행 중        |                                                                       |
| 629호 | 2012년    | 운행 중        |                                                                       |
| 630호 | 2013년    | 운행 중        |                                                                       |
| 631호 | 2013년    | 운행 중        |                                                                       |
| 632호 | 2013년    | 운행 중        |                                                                       |
| 633호 | 2013년    | 운행 중        |                                                                       |
| 634호 | 2013년    | 운행 중        |                                                                       |
| 635호 | 2013년    | 운행 중        |                                                                       |
| 636호 | 2013년    | 운행 중        |                                                                       |
| 637호 | 2013년    | 운행 중        |                                                                       |
| 638호 | 2013년    | 운행 중        |                                                                       |
| 639호 | 2013년    | 운행 중        |                                                                       |
| 640호 | 2013년    | 운행 중        |                                                                       |
| 641호 | 2013년    | 운행 중        |                                                                       |
| 642호 | 2013년    | 운행 중        | 참전용사 경례 열차로 운행 중이다.                                     |
| 643호 | 2013년    | 운행 중        |                                                                       |
| 644호 | 2013년    | 운행 중        |                                                                       |
| 645호 | 2013년    | 운행 중        |                                                                       |
| 646호 | 2013년    | 운행 중        |                                                                       |
| 647호 | 2013년    | 운행 중        |                                                                       |
| 648호 | 2013년    | 운행 중        |                                                                       |
| 649호 | 2013년    | 운행 중        |                                                                       |
| 650호 | 2013년    | 운행 중        |                                                                       |
| 651호 | 2013년    | 운행 중        |                                                                       |
| 652호 | 2013년    | 운행 중        |                                                                       |
| 653호 | 2013년    | 운행 중        |                                                                       |
| 654호 | 2013년    | 운행 중        |                                                                       |
| 655호 | 2013년    | 운행 중        |                                                                       |
| 656호 | 2013년    | 운행 중        |                                                                       |
| 657호 | 2013년    | 운행 중        |                                                                       |
| 658호 | 2014년    | 운행 중        |                                                                       |
| 659호 | 2014년    | 운행 중        |                                                                       |
| 660호 | 2014년    | 운행 중        |                                                                       |
| 661호 | 2014년    | 운행 중        |                                                                       |
| 662호 | 2014년    | 운행 중        |                                                                       |
| 663호 | 2014년    | 운행 중        |                                                                       |
| 664호 | 2014년    | 운행 중        |                                                                       |
| 665호 | 2014년    | 운행 중        |                                                                       |
| 667호 | 2014년    | 운행 중        |                                                                       |
| 668호 | 2014년    | 운행 중        |                                                                       |
| 669호 | 2014년    | 운행 중        |                                                                       |
| 670호 | 2014년    | 운행 중        |                                                                       |

### SEPTA 지역 철도 소속
| 차호  | 도입 시기 | 운행 중단 시기 | 비고 |
| ----- | --------- | -------------- | ---- |
| 900호 | 2015년    | 운행 중        |      |
| 901호 | 2015년    | 운행 중        |      |
| 902호 | 2016년    | 운행 중        |      |
| 903호 | 2016년    | 운행 중        |      |
| 904호 | 2016년    | 운행 중        |      |
| 905호 | 2016년    | 운행 중        |      |
| 906호 | 2016년    | 운행 중        |      |
| 907호 | 2016년    | 운행 중        |      |
| 908호 | 2017년    | 운행 중        |      |
| 909호 | 2017년    | 운행 중        |      |
| 910호 | 2017년    | 운행 중        |      |
| 911호 | 2017년    | 운행 중        |      |
| 912호 | 2017년    | 운행 중        |      |
| 913호 | 2018년    | 운행 중        |      |
| 914호 | 2018년    | 운행 중        |      |
| 915호 | 2018년    | 운행 중        |      |
| 916호 | 2018년    | 운행 중        |      |

## 사건 및 사고
- 2015년 필라델피아 철도 탈선 사고
- 2016년 펜실베이니아 체스터 열차 탈선 사고

## 사진

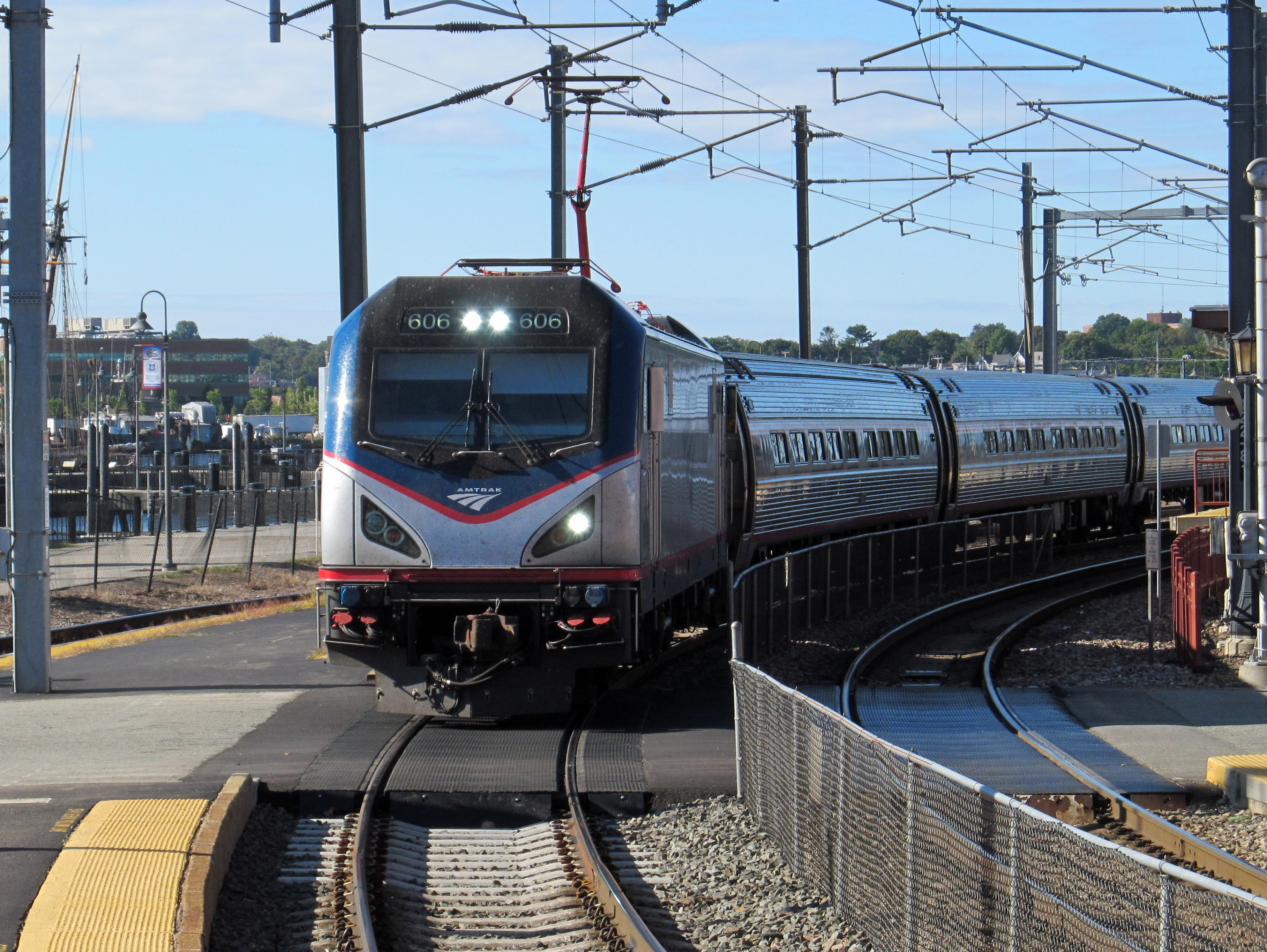
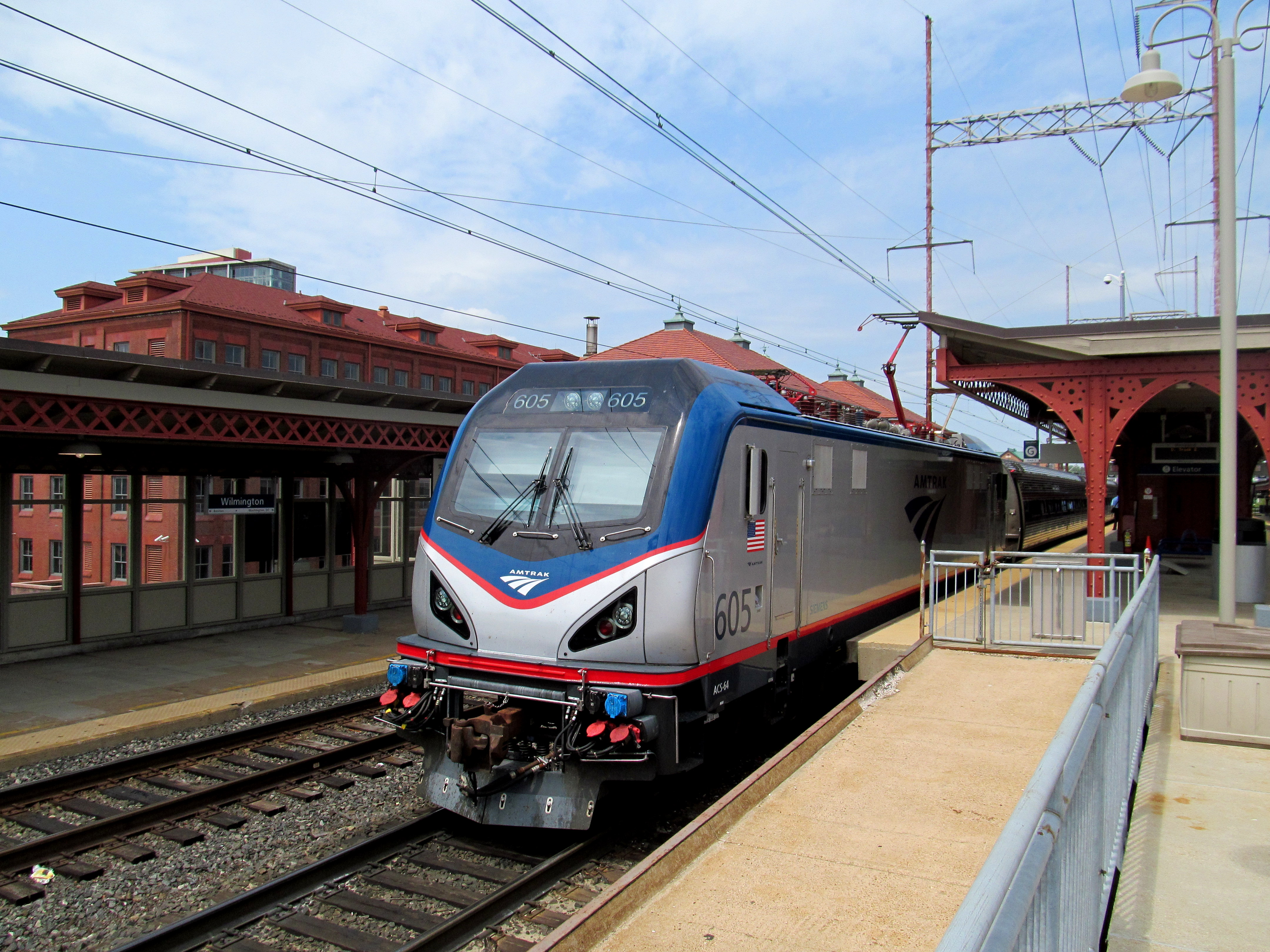
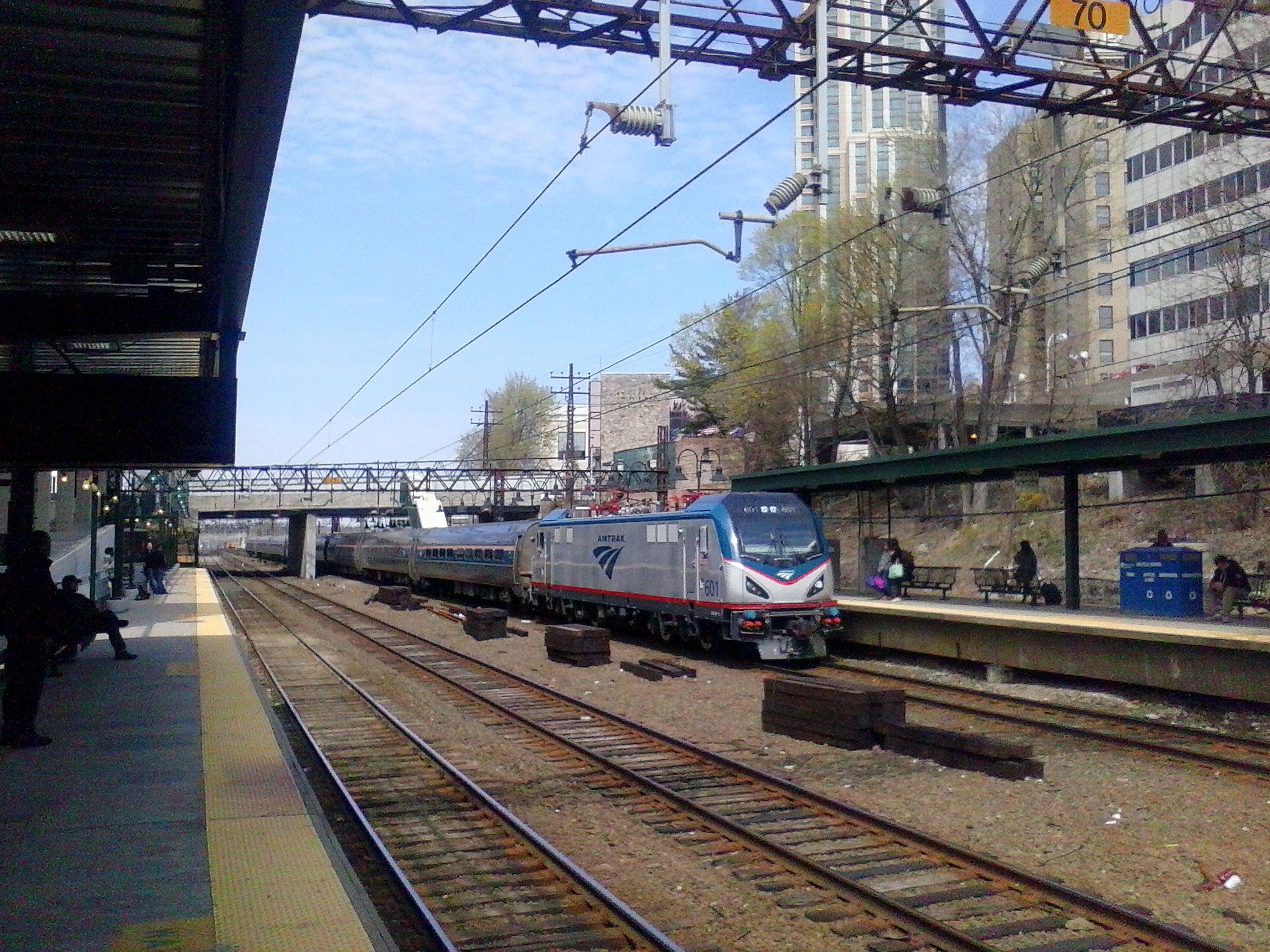